# Faramans (Isère)
Faramans é uma comuna francesa na região administrativa de Auvérnia-Ródano-Alpes, no departamento de Isère. Estende-se por uma área de 10,79 km². Em 2010 a comuna tinha 1 047 habitantes (densidade: 97 hab./km²).